# ستاليس (إراكليون)
ستاليس (Σταλίς) هي مدينة في إراكليون في اليونان.